# ISD-Neri/Saison 2009
Mannschaft und Erfolge des Team ISD-Neri in der Saison 2009.

## Erfolge

### Erfolge in der UCI Europe Tour
| Datum         | Rennen                                       | Kat. | Fahrer            |
| ------------- | -------------------------------------------- | ---- | ----------------- |
| 26. Februar   | 3. Etappe Giro di Sardegna                   | 2.1  | Oscar Gatto       |
| 24. März      | 1b. Etappe Settimana Internazionale (MZF)    | 2.1  | ISD-Neri          |
| 19. Juni      | 2. Etappe Slowenien-Rundfahrt                | 2.1  | Giovanni Visconti |
| 25. Juni      | Ukrainische Meisterschaft – Einzelzeitfahren | CN   | Andrij Hrywko     |
| 24. Juli      | 3. Etappe Brixia Tour                        | 2.1  | Santo Anzà        |
| 19. August    | Coppa Agostoni                               | 1.1  | Giovanni Visconti |
| 22. August    | Trofeo Melinda                               | 1.1  | Giovanni Visconti |
| 20. September | Gran Premio Industria e Commercio di Prato   | 1.1  | Giovanni Visconti |

## Mannschaft
| Fahrer                        | Geburtsdatum       | Nationalität           | Team 2008                    |
| ----------------------------- | ------------------ | ---------------------- | ---------------------------- |
| Igor Abakoumov                | 30. Mai 1981       | Belgien                | Mitsubishi-Jartazi           |
| Santo Anzà (ab 15.07.)        | 17. November 1980  | Italien                | Amica Chips-Knauf            |
| Maxim Belkow                  | 9. Januar 1985     | Russland               | Neoprofi                     |
| Cristian Benenati             | 15. Juli 1982      | Italien                | Neoprofi                     |
| Dario Cioni                   | 2. Dezember 1974   | Italien                | Silence-Lotto                |
| Simon Clarke (ab 01.09.)      | 18. Juli 1986      | Australien             | Amica Chips-Knauf            |
| Alessandro Colo (ab 01.09.)   | 16. Mai 1986       | Italien                | Neoprofi                     |
| Wolodymyr Djudja (bis 31.08.) | 6. Januar 1983     | Ukraine                | Team Milram                  |
| Oscar Gatto                   | 1. Januar 1985     | Italien                | Team Gerolsteiner            |
| Dmytro Hrabowskyj             | 30. September 1985 | Ukraine                | Quick Step                   |
| Andrij Hrywko                 | 7. August 1983     | Ukraine                | Team Milram                  |
| Bartosz Huzarski              | 27. Oktober 1980   | Polen                  | Ex-Profi (Action-Uniqa 2007) |
| Witalij Kondrut               | 15. Februar 1984   | Ukraine                | ISD-Sport Donetsk            |
| Denys Kostjuk                 | 13. März 1982      | Ukraine                | ISD-Sport Donetsk            |
| Dmytryj Krywzow               | 3. April 1985      | Ukraine                | ISD-Sport Donetsk            |
| Oleksandr Kwatschuk           | 23. Juli 1983      | Ukraine                | Cinelli-OPD                  |
| Serhij Matwjejew              | 29. Januar 1975    | Ukraine                | Cinelli-OPD                  |
| Gianluca Mirenda              | 17. November 1983  | Italien                | Neoprofi                     |
| Ruslan Pidhornyj              | 25. Juli 1977      | Ukraine                | Team L.P.R.                  |
| Alessandro Proni              | 28. Dezember 1982  | Italien                | Quick Step                   |
| Davide Ricci Bitti            | 12. Februar 1984   | Italien                | Neoprofi                     |
| Leonardo Scarselli            | 29. April 1975     | Italien                | Quick Step                   |
| Ian Stannard                  | 25. Mai 1987       | Vereinigtes Königreich | Landbouwkrediet-Tönissteiner |
| Giovanni Visconti             | 13. Januar 1983    | Italien                | Quick Step                   |
| Emanuele Vona                 | 19. März 1983      | Italien                | Neoprofi                     |
| Stagiaires                    | Geburtsdatum       | Nationalität           | Nationalität                 |
| Mirko Battaglini              | 13. September 1987 | Italien                | Italien                      |
| Pierpaolo De Negri            | 5. Juni 1986       | Italien                | Italien                      |
| Elia Favilli                  | 31. Januar 1989    | Italien                | Italien                      |